# Gin Ga
Gin Ga es un grupo de música alternativa  que surgió en Viena, Austria, y Mánchester, Inglaterra en 2003. Sus integrantes son Alex Konrad (voz y guitarra), Emanuel Donner (violín, voz), Klemens Wihlidal (guitarra, sintetizador), Matias Meno (batería y percusión) y James Stelfox (bajo).

## Biografía
En 2008, debutaron con su álbum They Should Have Told Us. Publicaron dos singles, Fashion y Cinnamon, que interpretaron en FM4.

GinGa, Live @ Utopia Island Festival 2015
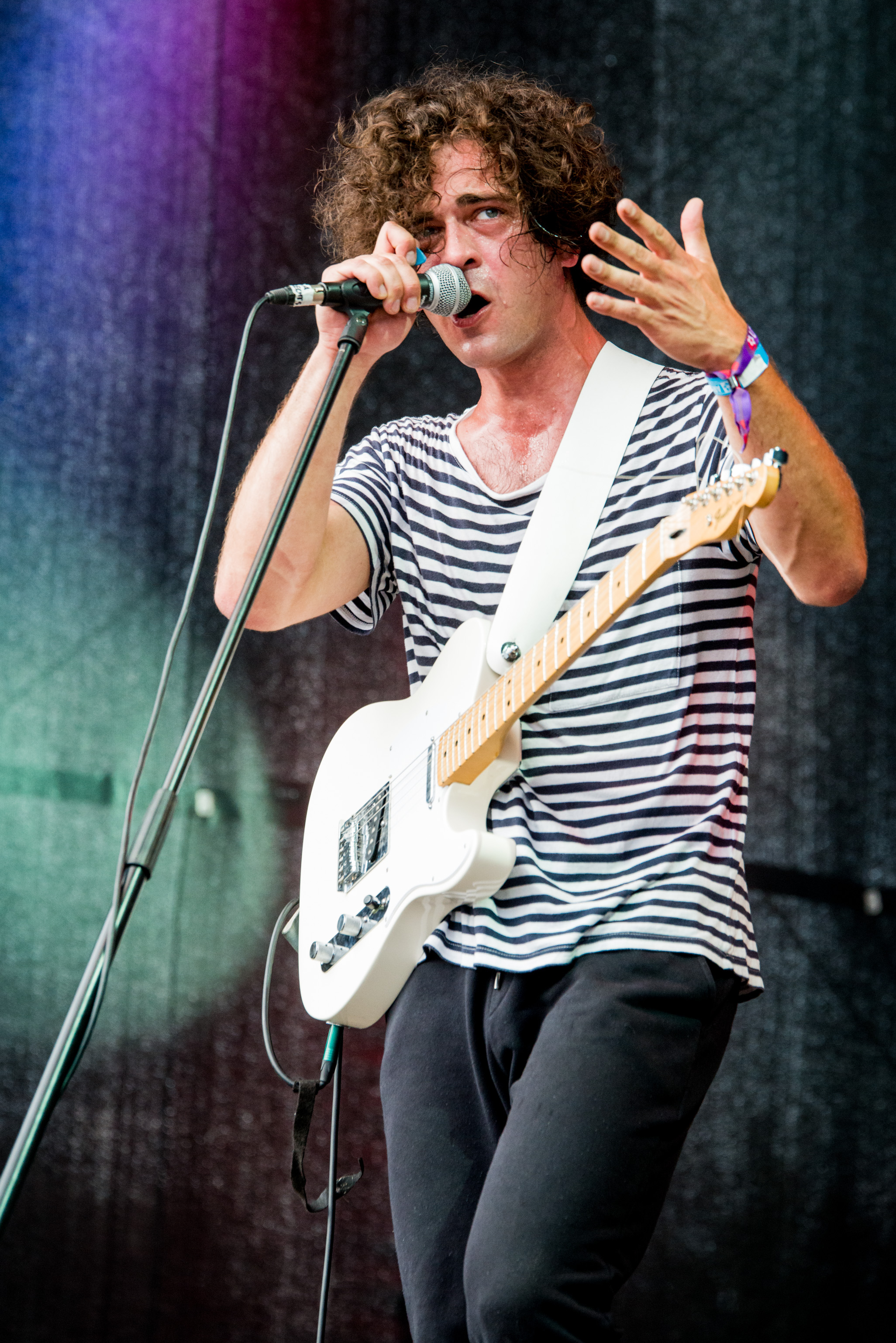
Alex Konrad
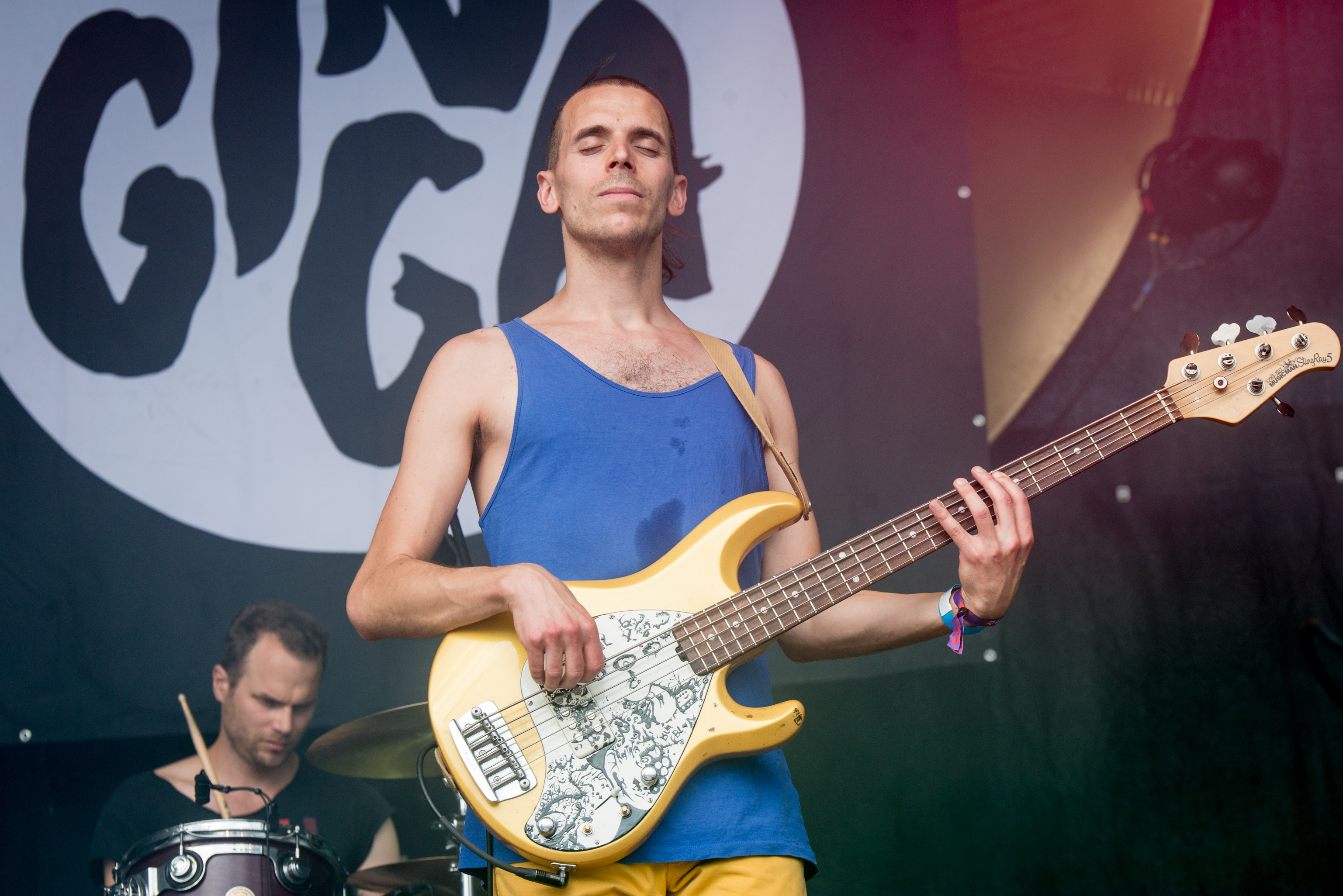
James Stelfox
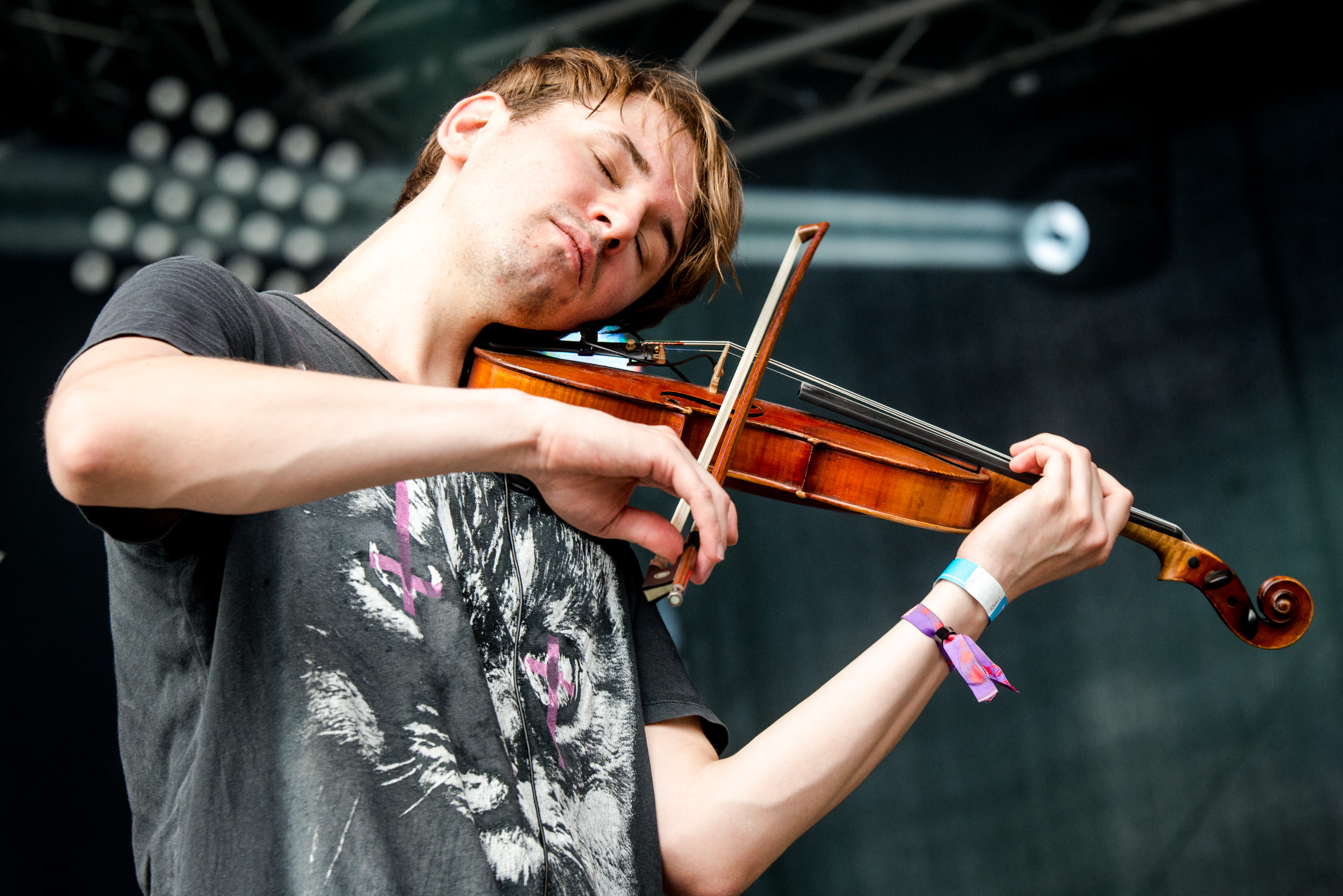
Emanuel Donner
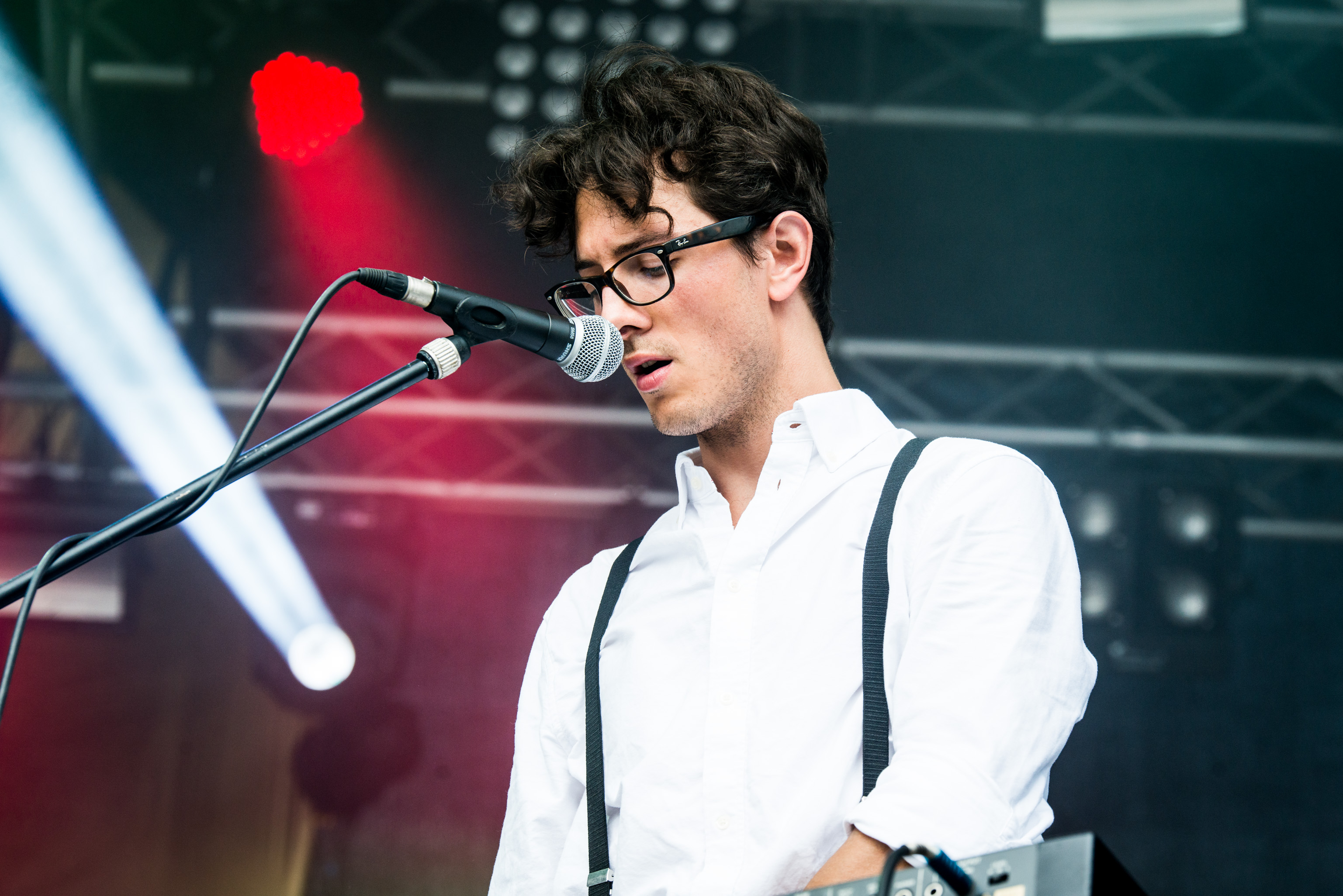
Klemens Wihlidal

## Discografía

### Álbumes
| Año  | Título                   |
| ---- | ------------------------ |
| 2008 | They Should Have Told Us |
| 2010 | They Should Have Told Us |
| 2013 | YES / NO                 |

### Sencillos
| Año  | Título            |
| ---- | ----------------- |
| 2010 | This Is Happening |
| 2010 | Final Call        |
| 2012 | The Nights        |

## Enlaces web
- Sitio web oficial.
- Gin Ga en Facebook.
- Gin Ga en Discogs.

- Datos: Q1524946